# Simulazione (diritto)
La simulazione è l'istituto giuridico mediante il quale due soggetti pongono in essere un contratto o in generale un negozio giuridico (cosiddetto apparente) con l'accordo che il medesimo non produca alcun effetto tra le parti (ex art. 1414 c.c.) ed allo scopo di poterlo invocare di fronte ai terzi.
Il contratto simulato si caratterizza per la presenza di:
- un accordo simulatorio: manifestazione di volontà che le parti reciprocamente si scambiano riservatamente, avente ad oggetto l'intenzione che il contratto ufficialmente stipulato non produca alcun effetto tra le parti. Tale accordo può essere anche solo orale.
- un accordo dissimulato: nell'ipotesi di simulazione relativa (vedi oltre) si tratta di un ulteriore ed eventuale negozio diverso da quello ufficialmente stipulato, e che contiene la reale manifestazione di volontà delle parti relativa al regolamento dei rapporti giuridici. Esso è in pratica il contratto che le parti intendono stipulare sotto l'ombra del negozio apparente.
- una controdichiarazione scritta: eventualmente l'accordo interno delle parti può essere messo per iscritto allo scopo di fornire una prova in sede processuale dell'avvenuto accordo simulatorio.
- una causa simulandi: lo scopo, l'intenzione per cui il contratto apparente è stipulato. Se essa è illecita si parla di simulazione fraudolenta.

La simulazione costituisce uno dei casi di divergenza tra dichiarazione e volontà negoziale. La liceità di un contratto simulato è ammessa nel nostro ordinamento a condizione che non celi un intento fraudolento od illecito; la ragione di tale liceità si rintraccia nel principio vigente secondo cui la volontà delle parti è in linea generale prevalente su quanto pattuito o dichiarato dalle parti stesse. Tale principio si desume innanzitutto dal tenore dell'art. 1322 c.c. che, nel disciplinare l'autonomia contrattuale delle parti assume la liceità di quei contratti atipici in quanto diretti a realizzare interessi meritevoli di tutela secondo l'ordinamento giuridico. Si desume perciò che il riferimento ad interessi meritevoli di tutela esclude la liceità di contratti simulati aventi causa illecita o fraudolenta.

## Simulazione assoluta e simulazione relativa
La simulazione può atteggiarsi a simulazione assoluta e simulazione relativa.
Nel primo caso le parti stipulano un contratto con il tacito accordo che di esso non si debbano mai produrre gli effetti che risultano dall'estrinseco del negozio. In pratica esse fingono di porre in essere un negozio ma in realtà non desiderano porne in essere alcuno.
Un esempio di simulazione assoluta si verifica quando Tizio aliena simulatamente un immobile a Caio ma entrambi sono d'accordo che la proprietà, di fatto, non si trasferisca in capo a Caio, e che questi, correlativamente non debba corrisponderne il prezzo pattuito.
In caso di simulazione relativa, al contrario, viene posto in essere un contratto di cui le parti non desiderano il verificarsi degli effetti, ma viene altresì stipulato un contratto ad esso sotteso e riservato, per questo detto dissimulato, cui invece le parti daranno esecuzione. In pratica esse vogliono porre in essere un negozio diverso da quello apparente.
Un esempio di simulazione relativa è, ancora in caso di compravendita l'ipotesi di vendita apparente: Tizio intende trasferire la proprietà di un bene a Caio a titolo gratuito e non dietro pagamento di un prezzo, come risulta dall'apparente contratto di vendita. È chiaro che in questo caso il negozio dissimulato costituisce una donazione, e non una compravendita che invece avviene a titolo oneroso (cioè dietro pagamento di un prezzo).
La simulazione relativa a sua volta si divide in simulazione relativa oggettiva, se ciò in cui il contratto simulato differisce da quello dissimulato è l'oggetto del negozio; e simulazione relativa soggettiva, se invece il contratto simulato differisce da quello dissimulato con riguardo ai soggetti verso i quali si produrranno gli effetti. Un esempio di quest'ultimo tipo di simulazione è costituito dalla interposizione fittizia di persona: il contratto simulato (ad esempio una compravendita) viene stipulato tra Tizio e Caio, ma entrambi si accordano affinché gli effetti del contratto (il trasferimento della proprietà del bene) si realizzeranno nei confronti di un terzo soggetto, Sempronio. Nel contratto apparirà il nome di Tizio (come alienante) e di Caio (come acquirente) quale prestanome o persona interposta, ma il pagamento del prezzo sarà effettuato da Sempronio.
Se si tratta di simulazione assoluta, il contratto simulato è considerato dall'ordinamento giuridico inefficace, ossia improduttivo di effetti, anche se la dottrina e la giurisprudenza maggioritarie sono propense a qualificarlo come nullo ai sensi dell'art. 1418 c.c. per mancanza del requisito essenziale dell'accordo.
Se si tratta di simulazione relativa, il contratto non può esplicare i suoi effetti tra le parti.
In entrambi i casi il contratto dissimulato, può tuttavia spiegare i suoi effetti se provvisto dei necessari requisiti di forma e di sostanza previsti dalla legge per quel tipo di negozio (ad esempio, se il contratto dissimulato di alienazione di bene immobile sia stato stipulato per iscritto).

## Effetti della simulazione di fronte ai terzi
L'azione diretta a far rilevare la simulazione è un'azione dichiarativa. Essa infatti è diretta a far accertare dal giudice l'inefficacia totale o parziale del negozio simulato e il reale rapporto che intercorre fra le parti. L'azione di accertamento dell'accordo simulatorio è imprescrittibile ma l'azione diretta ad accertare il contratto dissimulato si considera sottoposta al termine di prescrizione di dieci anni.
La legge tutela la posizione di alcune categorie di terzi:
- i terzi interessati a rilevare la simulazione possono farne accertare la nullità quando essa pregiudica i loro diritti (art. 1415, comma 2 c.c.).
- i terzi subacquirenti, coloro cioè i quali avendo fatto affidamento sulla dichiarazione, sia pure fittizia, hanno acquistato diritti dal titolare apparente. Contro di essi, se sono in buona fede, non può essere opposta la simulazione né dalle parti contraenti né dagli aventi causa o dai creditori del simulato alienante: tutti costoro non possono far prevalere la realtà sull'apparenza perché le loro ragioni devono cedere di fronte all'esigenza della tutela del terzo di buona fede (art. 1415, comma 1 c.c.). In tali casi è ammessa solo la possibilità di esperire azione per il risarcimento del danno. A titolo esemplificativo ma non esaustivo se Tizio compra un bene da Caio su cui grava una sentenza di simulazione (relativa o parziale) a favore di Sempronio, Tizio sarà libero di acquistare il bene di cui sopra, senza che su di lui gravi alcunché. Presunta la buona fede sull'acquisto, l'azione di vendita non potrà in nessun caso essere delegittimata.

Ai sensi dell'art. 1147 c.c. la buona fede si presume; grava quindi su chi sia interessato a opporre la simulazione ai terzi, l'onere di provarne la mala fede.

## Effetti della simulazione nei confronti dei creditori
- I creditori del venditore apparente (o simulato alienante) hanno interesse a far accertare la simulazione, in quanto in caso contrario vedrebbero vanificata la possibilità di aggredire i beni del loro debitore a soddisfazione del credito. Ad essi spetta il diritto di far valere la simulazione che pregiudica i loro diritti.
- I creditori dell'acquirente apparente (o simulato acquirente) hanno interesse a conservare il contratto simulato, in quanto grazie alla simulazione possono aggredire i beni che, seppur fittiziamente, sono entrati a far parte del patrimonio del loro debitore. Se tali creditori hanno già compiuto, in buona fede, atti di esecuzione (es: pignoramento) sui beni che formavano oggetto del contratto simulato, ad essi non è opponibile la simulazione.
- Ai creditori chirografari (cioè titolari di un credito non privilegiato, sprovvisto di una garanzia reale e basato su una semplice scrittura privata) la simulazione è invece opponibile, se essi non hanno ancora compiuto azioni esecutive sui beni fittiziamente acquistati dal loro debitore. Tali creditori vantano infatti un generico diritto a compiere azioni esecutive sui beni facenti parti del patrimonio del debitore, nel quale non rientrano – realmente – i beni oggetto di intesa simulatoria.

Relativamente al conflitto tra creditori chirografari delle parti simulanti, l'art. 1416, comma 2 c.c. stabilisce che i creditori del venditore apparente sono preferiti a condizione che il loro credito sia sorto anteriormente al contratto simulato, e ciò perché essi accordarono il credito prima che il loro debitore si spogliasse del bene; si ritiene perciò che essi in origine abbiano potuto fare affidamento sulla garanzia di beni che de facto e de jure persistevano nel patrimonio del debitore.

## Fattispecie di simulazione nell'ambito del diritto del lavoro
Nell'ambito della stipulazione dei contratti di lavoro, la simulazione trova oggi grande diffusione pratica. Spesso il contratto di lavoro subordinato è dissimulato da altre tipologie contrattuali, quali ad esempio un contratto di somministrazione di lavoro o un contratto d'opera.
Trova una certa diffusione anche la simulazione (oggettiva) delle clausole contrattuali relative alla retribuzione del lavoratore, concordando una somma maggiore di quella dichiarata (pratica del cosiddetto "fuori busta") al fine di sottrarsi agli oneri fiscali e contributivi previsti per legge.
Meno diffusa oggi che in passato è la simulazione (soggettiva) delle clausole contrattuali relative all'identificazione del datore di lavoro attraverso il ricorso all'interposizione fittizia di persona (cosiddetto "caporalato"), pratica oggi ostacolata dalla nuova disciplina sulla somministrazione di lavoro.

## Matrimonio simulato
Il legislatore prevede una particolare ipotesi di simulazione all'art. 123 c.c. che si verifica quando gli sposi hanno convenuto di non adempiere agli obblighi e di non esercitare i diritti che discendono dal vincolo matrimoniale. La relativa azione per l'impugnazione del matrimonio spetta a ciascuno dei coniugi e non può essere proposta dopo che sia decorso un anno dalla sua celebrazione oppure nel caso in cui gli sposi (il codice li definisce "contraenti") abbiano convissuto come coniugi successivamente alla celebrazione stessa.

## Simulazione in ambito tributario
L'istituto della simulazione riveste un ruolo determinante nel dibattito dottrinale e giurisprudenziale.
Il Codice civile, R.D. 16 marzo 1942, n. 262, in materia di "Approvazione del testo del Codice civile", prevede all'articolo 1415 che "i terzi, che abbiano subito un pregiudizio dalla simulazione, possono far accertare la nullità del negozio simulato".
Dalla lettura dell'articolo 1414 c.c. si comprende come vi sia simulazione quando le parti hanno voluto concludere un contratto diverso da quello apparente.
Il diritto civile distingue l'istituto della simulazione in simulazione assoluta e relativa. Per un verso, ci si troverebbe dinanzi ad un'ipotesi di simulazione assoluta quando le parti, in realtà, non desiderano compiere alcun atto, poiché "gli interessi funzionali al negozio sono in concreto inesistenti".
Al contrario, si avrebbe simulazione relativa quando le parti intendono porre in essere un negozio diverso da quello simulato, "perseguendo interessi diversi da quelli effettivi".
Nella simulazione rientra anche l'ipotesi dell'interposizione fittizia, particolare forma di simulazione relativa. Quest'ultima ricorre quando concretamente si evidenzia una divaricazione fra situazione esteriore e situazione sostanziale, rispettivamente riferibili all'interposto e all'interponente. Tale situazione è caratterizzata dalla presenza, nella maggioranza dei casi, di uno schema trilaterale nel quale figurano l'interponente, che esprime la volontà “vera” ed “effettiva” l'interposto, soggetto diverso dal reale contraente, il quale manifesta una volontà che non può che essere apparente, ed infine il terzo soggetto, che si relaziona con l'interponente, subendo un danno, dal contesto fittizio venutosi a creare. Infatti, secondo l'orientamento della Corte di Cassazione, in sede di accertamento sono imputabili al contribuente i redditi di cui appaiono titolari altri soggetti quando sia dimostrato, sulla base di presunzioni gravi, precise e concordanti, che egli ne è l'effettivo possessore per interposta persona.
La dottrina, interessatasi a questo fenomeno giuridico, ha individuato l'elemento centrale dell'istituto nella dissociazione consapevole tra volontà e dichiarazione, teoria che si inseriva nell'ambito della concezione volontaristica del negozio giuridico. La stessa, infatti, attribuiva una fondamentale importanza all'obiettivo principale che le parti intendevano realizzare con il compimento di quel determinato negozio. 
Alla sopra menzionata teoria volontaristica, si affiancava quella dichiarazionistica che, invece, riconosceva valore all'apparenza dei rapporti sociali, comportando un'assimilazione tra dichiarazione e negozio. 
In questa materia, il legislatore, ma specialmente la dottrina e la giurisprudenza, hanno portato avanti quella che viene definita come un'opera di regolamento dei confini: l'affermazione vale ad identificare gli enormi sforzi fatti per chiarire i margini di operatività e quindi i confini di alcuni istituti diversi dall'elusione. Infatti, l'utilità apportata dalla nozione civilistica di simulazione, nel definire i contorni dell'istituto in ambito tributario, potrebbe invece apparire errata quando si discuta di elusione tributaria. Occorre precisare che gli istituti dell'abuso del diritto e della simulazione contrattuale sarebbero profondamente diversi e concettualmente separati tra di loro, nonostante alcune pronunce della Corte di Cassazione vadano nella direzione di confondere l'elusione con la simulazione e con l'interposizione fittizia di persona, configurando l'articolo 37, comma 3, del D.P.R. 29 settembre 1073, n.600, in materia di "Disposizioni comuni in materia di accertamento delle imposte sui redditi" nel novero delle norme antielusive. Se la simulazione fosse contraddistinta da una divergenza tra volontà effettiva e volontà manifestata, e di conseguenza tra fattispecie dichiarata e realizzata, la stessa, per sua natura, rientrerebbe, a parere di alcuni, nell'ambito dell'evasione fiscale; se il contribuente adattasse il proprio comportamento all'apparenza risultante dal contratto, e non a quanto effettivamente avvenuto, violerebbe le norme tributarie, generando quindi una fattispecie di evasione e non di elusione fiscale. 
Al contrario, nel caso di elusione, non ci si troverebbe dinanzi ad un caso di simulazione del contratto, in quanto “la strumentazione negoziale è voluta giacché alla stessa si riconnettono ben precise conseguenze sul piano tributario”.
Anche la Corte di cassazione ha cercato di chiarire questo passaggio, in un caso che aveva ad oggetto un'operazione di dividend washing che si era realizzata prima del varo della Legge 5 novembre 1992, n.429, in materia di "Conversione in legge, con modificazioni, del DL 9/9/92 n 372 recante disposizioni urgenti concernenti modificazioni al trattamento tributario di taluni redditi di capitale, semplificazioni di adempimenti procedurali e misure per favorire l'accesso degli investitori al mercato di borsa tramite le gestioni patrimoniali".
Il supremo Giudice, infatti, dopo aver chiarito che le operazioni in questione costituirebbero operazioni di imputazione fittizia di titoli, “senza concreto scambio di prestazioni contrattuali, al solo fine del conseguimento di vantaggi fiscali” e dopo aver confuso i piani della simulazione con quelli dell'elusione e dell'abuso, ha poi concluso che l'articolo 37, comma 3, debba essere inteso quale disposizione espressiva di un principio antielusivo che costituisce regola generale desumibile dal concetto di abuso del diritto.
Quindi, la simulazione, a cui si fa riferimento nella sentenza citata, mal si concilia con una visione elusiva della questione stessa. Invero, dottrina in commento alla sentenza ha sottolineato che non è possibile sostenere, come invece sembra fare la Cassazione, che l'articolo 37, comma 3, sia una “norma con funzione antielusiva nella misura in cui concerne il fenomeno di simulazione soggettiva (ovverosia di interposizione fittizia)”.
Altro snodo cruciale è dato dai dubbi circa la portata applicativa dell'articolo 37, comma 3, D.P.R. n.600/1973, in ordine alla affermata finalità antielusiva della norma e alla sua coerente applicazione in ogni caso di accertata interposizione nel possesso del reddito. 
La Corte di Cassazione, in varie sentenze, ha ribadito il carattere di perdurante incertezza che connota questa materia; la Corte avrebbe accomunato due fenomeni tra loro ontologicamente diversi, quello della simulazione con l'evasione fiscale e quello dell'elusione con l'abuso del diritto, comportando una sovrapposizione tra l'articolo 37, comma 3, che contrasterebbe il fenomeno dell'interposizione fittizia nel possesso dei redditi, e l'articolo 10 bis della L. 27 luglio 2000 in materia di "Disposizioni in materia di statuto dei diritti del contribuente", che, invece, sarebbe diretto a contrastare l'interposizione reale, il cui fine sarebbe quello di ottenere un indebito risparmio d'imposta. 
A seguito di un'accertata simulazione soggettiva, che configuri un'ipotesi di interposizione fittizia, è rilevabile evasione fiscale, in quanto la simulazione determinerebbe un vero e proprio occultamento di imponibile, nella misura in cui viene imputato ad un soggetto diverso da quello a cui in realtà dovrebbe essere ascritto.
L'introduzione dell'articolo 10 bis, all'interno dello Statuto dei diritti del contribuente, ha permesso la predisposizione di uno strumento che consente di “contestare efficacemente, tra l'altro, l'interposizione reale, senza necessariamente ricorrere all'art. 37, comma 2, D.P.R n. 600/1973, che chiaramente concerne un fenomeno (l'interposizione fittizia nel possesso del reddito) del tutto diverso dall'elusione fiscale".
Dopo i numerosi arresti giurisprudenziali ad opera del giudice di legittimità, la materia dovrebbe essere immune da eventuali commistioni tra i diversi istituti. 
A tal fine, la Corte di cassazione è intervenuta con un'ordinanza che prospetta l'illegittimità dell'atto di contestazione che determini una sostanziale commistione, quindi confusione, tra la disciplina applicativa dei diversi istituti coinvolti.

## Riferimenti normativi
- Codice Civile